# The 100 Greatest Songwriters of All Time
The 100 Greatest Songwriters of All Time (englisch für Die 100 größten Songwriter aller Zeiten) ist eine 2015 von der US-amerikanischen Popzeitschrift Rolling Stone im Internet veröffentlichte Liste. Gemeint sind lediglich die besten Lied-Komponisten der Rock-Geschichte, also der Jahre von ca. 1955 bis zur Gegenwart, wobei auch nur englischsprachige Künstler berücksichtigt wurden.

## Rezeption
Die Liste erschien im August 2015 auf der Website des Rolling Stone und sorgte mehr noch als andere Auflistungen des Magazins für Kritik. Der britische Guardian ortete eine Tücke in der Kooperation mit Apple Music. So sollen etwa Kate Bush und andere Künstler, deren Diskografien nicht über den Streamingdienst abrufbar sind, bewusst ausgelassen worden sein. Darüber hinaus enthalte die Liste, entsprechend der Zielleserschaft, 70 % weiße und lediglich neun weibliche Solo-Songwriter.
Der Telegraph zeigte sich mit der Liste ebenfalls unzufrieden und veröffentlichte als Gegenreaktion im Mai 2016 ein eigenes Ranking mit dem Titel 100 Best Songwriters Missed Out by Rolling Stone. Darin enthalten sind zum Beispiel Ray Charles, Freddie Mercury, Cat Stevens, Peter Gabriel oder Frank Zappa.

## Liste (Auszug)
Der folgende Auszug enthält die ersten 30 Plätze.
1. Bob Dylan
2. Paul McCartney
3. John Lennon
4. Chuck Berry
5. Smokey Robinson
6. Mick Jagger und Keith Richards
7. Carole King und Gerry Goffin
8. Paul Simon
9. Joni Mitchell
10. Stevie Wonder
11. Bob Marley
12. Brian Wilson
13. Hank Williams
14. Bruce Springsteen
15. Eddie Holland, Lamont Dozier und Brian Holland
16. Leonard Cohen
17. Neil Young
18. Prince
19. Ellie Greenwich und Jeff Barry
20. Jerry Leiber und Mike Stoller
21. Lou Reed
22. Van Morrison
23. Robert Johnson
24. Elvis Costello
25. Randy Newman
26. James Brown
27. Ray Davies
28. Woody Guthrie
29. Buddy Holly
30. Pete Townshend

100 Best Songwriters Missed Out by Rolling Stone (Telegraph)
1. Cole Porter
2. Townes Van Zandt
3. Ewan MacColl
4. Kate Bush
5. Ray Charles
6. Freddie Mercury
7. Louis Jordan
8. Damon Albarn
9. John Hiatt
10. Richard Thompson
11. Irving Berlin
12. Stephen Sondheim
13. George Gershwin
14. Joan Baez
15. Cat Stevens
16. Phil Spector
17. Lefty Frizzell
18. Paul Anka
19. Shane MacGowan
20. Gordon Lightfoot
21. Gil Scott-Heron
22. Lead Belly
23. John Denver
24. Jelly Roll Morton
25. Otis Redding
26. Peter Gabriel
27. Guy Clark
28. Jarvis Cocker
29. Loudon Wainwright III
30. Frank Zappa